# Rapone
Rapone es una localidad italiana de la provincia de Potenza, región de Basilicata, con 1.063 habitantes.

## Evolución demográfica
| Gráfica de evolución demográfica de Rapone entre 1861 y 2001 |
|                                                              |
| Fuente ISTAT - Elaboración gráfica por parte de Wikipedia    |